# Emily Naffa
Emily Naffa, född 1932, är en jordansk (ursprungligen palestinsk) feminist.  
Den radikala kommunistiska kvinnoföreningen Women's Awakening League, som hade grundats i Jerusalem 1952, flyttade till Jordanien under namnet Defense of Women's Rights under Emily Naffa. Föreningen spelade en banbrytande roll. Den utgav kvinnotidningen Voice of the Jordanian Woman och presenterade analysen där den jämförde förtrycket av kvinnor med kolonialismen, och menade att deras frigörelse kan jämföras med landets frigörelse från kolonialmakten. Kvinnor fick slutligen allmän rösträtt i Jordanien 1974, men rösträtten kunde inte tillämpas på femton år, eftersom nästa val hölls först 1989.